# Edmé Nicolas Fiteau
Edmé Nicolas Fiteau, né le 8 août 1772 à Saint-Léger-le-Petit dans le Cher et mort le 14 décembre 1810 à Genève (à l'époque chef-lieu du département du Léman, en France), est un général français de la Révolution et de l’Empire.

## Biographie

### Des chasseurs à cheval aux dragons, 1789-1801
Il entre au service comme enrôlé volontaire dans le chasseurs de Franche-Comté le 19 août 1789. Il fait en cette qualité, la campagne de 1792 à l'armée des Alpes, est nommé brigadier-fourrier le 15 juillet 1793 et passe avec ce grade dans les partisans de l'armée du Rhin. Il participe aux campagnes de 1793, 1794 et 1795. Promu maréchal des logis le 7 janvier 1794, il est nommé lieutenant-quartier-maître le 29 janvier. Le 24 février, à la tête de quatre hommes, dans les bois de Kaiserslautern, il se fraie un passage à travers quinze cavaliers qui ferment le défilé et les met en fuite. Incorporé comme lieutenant dans le 7e régiment bis de hussards le 30 mai de la même année, il sert avec distinction à l'armée d'Italie. Le 31 mai 1796, près de Valeggio, il met en déroute deux escadrons napolitains avec un peloton de 25 hommes et fait prisonnier le prince Cutto qui les commande.
Le 19 février 1798, Fiteau est nommé capitaine, avant de s'embarquer avec l'armée expéditionnaire d'Orient le 14 mai suivant. Il prend part aux opérations de l'armée en Égypte et en Syrie de 1798 à 1801. Il se distingue surtout dans une expédition dirigée par le général Joseph Lagrange, dans laquelle il fait preuve de résolution en se lançant avec vingt-cinq hussards sur un camp de mamelouks qu'il met en désordre et auxquels il enlève tous leurs bagages. Nommé chef d'escadron provisoire le 12 octobre 1798, il se fait encore remarquer le 22 janvier suivant à Samanhout et dans diverses rencontres avec les Arabes et les mamelouks. Le général en chef le promeut au grade de chef de brigade provisoire du 3e régiment de dragons le 23 septembre 1800. Le 10 mars 1801, il rallie un peloton de tirailleurs en train de battre en retraite et le ramène au combat, faisant à sa tête plusieurs charges vigoureuses qui lui livre quelques prisonniers. Le 21, il soutient la retraite de l'armée et charge les tirailleurs jusque dans le camp ennemi. Enfin, le 30 du même mois, à la bataille de Canope, il mène la charge de son régiment avec lequel il culbute la première ligne avant d'être blessé de deux coups de feu au bras droit.

### Aux côtés de Napoléon, 1801-1810

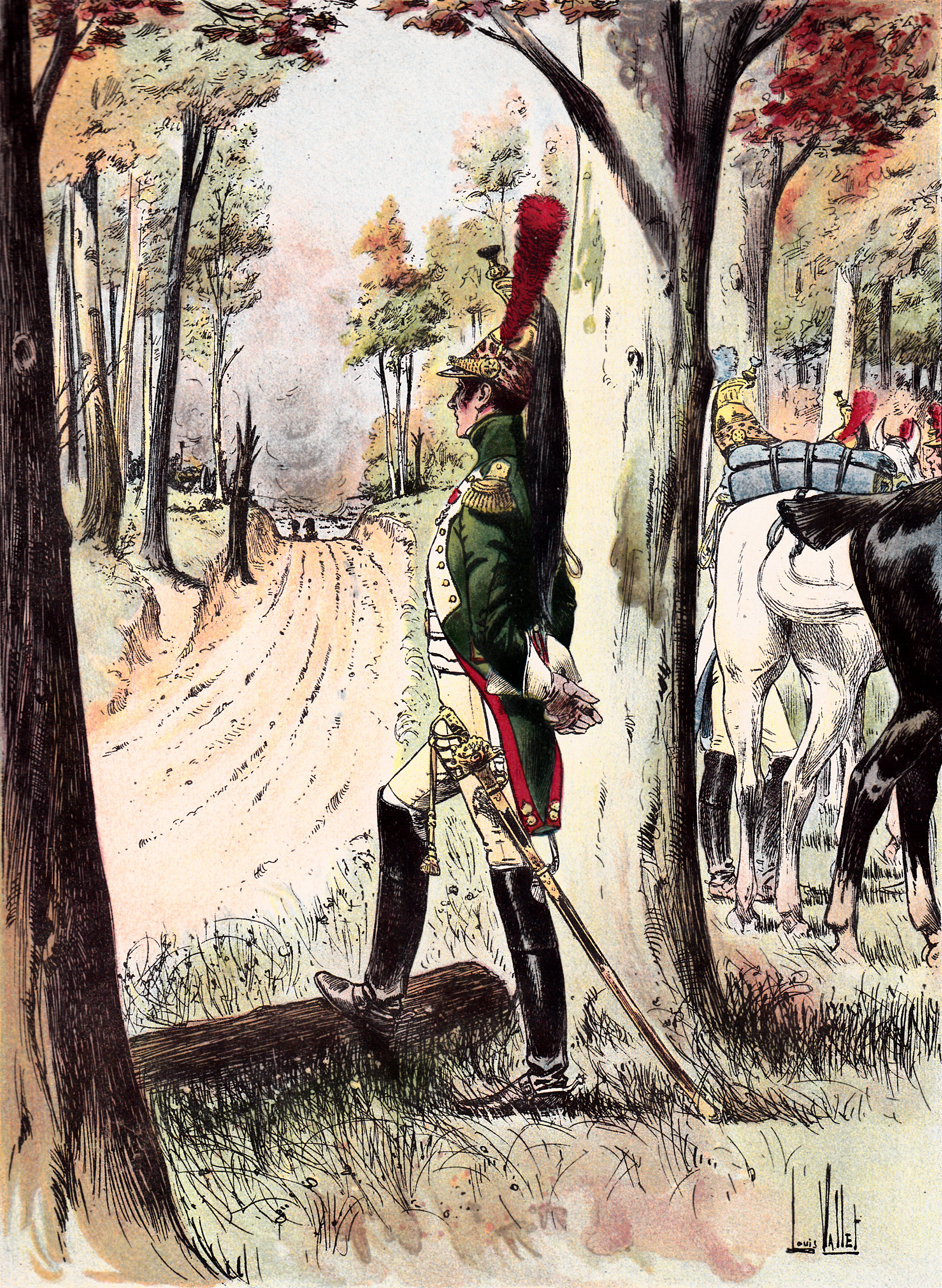
Officier supérieur des dragons de la Garde impériale, par Louis Vallet. Fiteau sert comme colonel-major de ce corps de 1806 à 1809.

Rentré en France après la capitulation d'Alexandrie, le 3e régiment de dragons vient tenir garnison à Versailles de 1801 à 1803. L'unité fait ensuite partie de la deuxième réserve de l'armée des côtes de l'Océan de 1803 à 1805. Confirmé dans ses deux derniers grades par arrêté du Premier consul le 3 octobre 1803, puis maintenu comme colonel à la tête du 3e dragons, Fiteau est créé membre et officier de la Légion d'honneur les 11 décembre 1803 et 14 juin 1804. Il fait les campagnes de 1805 et 1806, en Autriche et en Prusse à la tête de la 1re brigade de la 2e division de dragons, appartenant à la réserve de cavalerie de la Grande Armée. Il se trouve au passage du Lech, à la prise de Wels, au passage de la Traunn et à la bataille d'Austerlitz.
Fait commandeur de la Légion d'honneur le 25 décembre 1805, en récompense de ses services, Fiteau est nommé colonel-major des dragons de la Garde impériale le 13 septembre 1806, peu de temps après la création de ce corps d'élite, dans lequel il sert jusqu'au 25 mars 1809. Le 25 mai, il est élevé au grade de général de brigade et commandant de la 2e brigade de la 2e division de cuirassiers (général Saint-Sulpice), à la réserve de cavalerie de l'armée d'Allemagne. Blessé grièvement le 6 juillet suivant à la bataille de Wagram, l'Empereur lui confère le titre de comte de Saint-Étienne avec une dotation. À peine convalescent, il est appelé au commandement du département du Léman (7e division militaire) le 5 août 1810. Toutefois, sa santé fragile et les souffrances que lui occasionnent ses blessures altèrent gravement ses facultés intellectuelles ; dans un moment d'aliénation, Fiteau se tue d'un coup de pistolet dans son appartement à Genève le 14 décembre 1810.